# Classe Ivan Rogov
Pour la classe de porte-hélicoptères et de navire d'assaut amphibie dont la construction a démarré en 2020 en Russie, voir Classe Ivan Rogov (projet 23900).
La classe Ivan Rogov (Projet 1174/Yednorog) est une classe de transports de chalands de débarquement appelés « grands bâtiments amphibies de débarquement » dans la marine russe ou Landing Ship Tank (LPD) dans la classification OTAN. Ils ont été construits par le chantier naval Iantar de Kaliningrad. Les superstructures massives du Projet 1174 comprennent six ponts au-dessus du pont principal. Le radier inondable est à l’arrière, les hangars pour véhicules à l’avant et les hangars pour hélicoptères à l’arrière du bloc passerelle au niveau du 3e pont. Le débarquement se fait par rampe directement sur le sol par l'avant ou par mer via le radier inondable sur l'arrière.

## Rôle

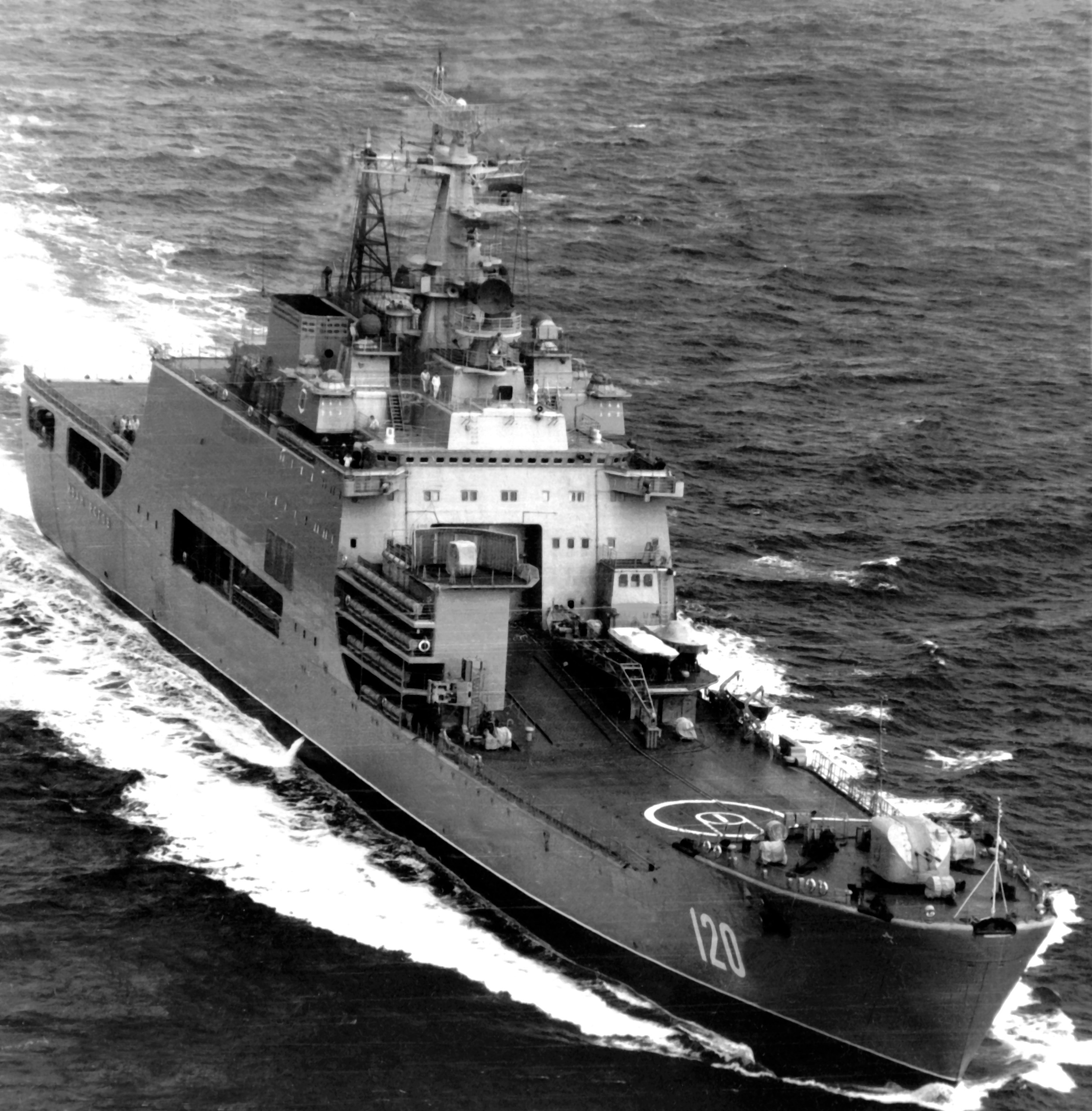
Le Ivan Rogov en 1982.

Le Projet 1174 est dimensionné pour transporter et débarquer un bataillon d’infanterie de marine à 520 hommes et 25 chars grâce à 3 engins à effet de surface de type classe Lebed ou 6 LCM de type classe Ondatra stationnés dans son radier inondable.
Les hommes et les véhicules peuvent aussi débarquer par la rampe avant du navire en cas de plageage direct. Sans sa batellerie (engins à effet de surface ou LCM), la capacité des Ivan Rogov peut être portée à 53 chars T-80 ou 80 blindés. Jusqu’à 4 hélicoptère de manœuvre et d'assaut Ka-29 ou de lutte anti-sous-marine Ka-27 peuvent prendre place dans le hangar arrière. Ils disposent de deux spots d’appontage respectivement situés à l’avant et à l’arrière du navire.
Le matériel militaire est débarqué par l'intermédiaire d'une rampe en proue du bateau et également par l'intermédiaire des bateaux d'assaut par les portes arrière du radier inondable en poupe.
Un dispositif original et qui semble peu pratique avec rampe inclinée entre les superstructures permet de relier la plateforme avant et le hangar arrière. L’équipage du « Projet 1174 » est de 250 hommes. Les équipements de communication embarqués comprennent 17 canaux.

## Armements
L’armement principal du navire comprend un système anti-aérien SA-N-4 (20 missiles de 12 km de portée), 2 systèmes anti-aériens SA-N-5 (rampe de 4 missiles de 7 km de portée), un canon AK-276 bitube de 76 mm (1 000 coups), 4 canons multitubes AK-630 de 30 mm et un lance-roquettes surface-surface double de 122 mm à rechargement automatique (320 roquettes BM-21 embarquées) pour l’appui feu. Le Projet 1174 est donc largement capable d’assurer seul son autodéfense et de participer à l’appui feu aux troupes débarquées.

## Navires
Trois navires ont été lancés pour l’URSS entre 1976 et 1989 et un quatrième a été abandonné. Les trois unités furent désarmées et mis en réserve en 1997, 1998 et 2008. Ce qui laisse suggérer la disparition de cette classe de la Marine russe d’ici peu.
| Nom                 | Chantier naval                       | Mise en chantier | Lancement | Mise en service | Commentaires                        |
| ------------------- | ------------------------------------ | ---------------- | --------- | --------------- | ----------------------------------- |
| Ivan Rogov          | Chantier naval Iantar de Kaliningrad | 1973             | 1976      | 1978            | Désarmé en 1997 et placé en réserve |
| Aleksandr Nikolayev | Chantier naval Iantar de Kaliningrad | ?                | 1980      | 1982            | Désarmé en 1998 et placé en réserve |
| Mitrofan Moskalenko | Chantier naval Iantar de Kaliningrad | ?                | 1989      | 1990            | Désarmé en 2008                     |